# خاقانات گوک‌ترک
خاقانات ترک، امپراتوری گوک‌ترک یا نخستین خاقانات ترک، خاناتی بود که در اثر اتحادی دولتی میان قبایل آسیای داخلی شامل ترک‌ها و سایر قبایل، در سال ۵۵۲ میلادی، و تحت ریاست خاندان اشینا گوک‌ترکان در منطقه آلتای به وجود آمد. آن‌ها در سال ۶۰۳ میلادی یعنی حدود ۵۰ سال بعد به دو قسمت خاقانات ترک شرقی و خاقانات ترک غربی تقسیم شدند. این خاقانات، نخستین کشور ترک در تاریخ محسوب می‌شود.
ترک‌ها به رهبری بومین خان نخست ضد قبایل روران که تا آن زمان بر ترک‌ها حکم‌روایی می‌کردند، به جنگ پرداختند و در سرزمین مغولستان و آلتای دولت مقتدری تأسیس نمودند. وسعت قلمرو آنان در دوران حکمرانی مُهان خان از سال ۵۵۳ تا ۵۷۲ میلادی خیلی اوج گرفت. به اردویی که به سمت غرب رهسپار گردید، ایستمی خان برادر بومین خان سروری می‌کرد. کتیبه کولت گین حاکی است که آن‌ها مهان و ایستمی خان (استم) قوم خود را تا زیر تیمور قپیق مسکون نمودند. تیمور قپیق نام گذرگاهی کوهی است که در قرون وسطی میان سغد و تخارستان واقع بوده، در منطقهٔ کوهستان بایسون کنونی واقع بوده است. دسته‌های جلودار اردوی ترک‌ها تا به سرحد ایران رسیدند و در غرب تا سواحل دریای سیاه رفته، بوسفور کیمری را اشغال نمودند. در نتیجه امپراتوری خیلی مقتدر بادیه نشینان عرض وجود نمود که سرزمین عظیمی را از کره تا سواحل دریای سیاه در بر می‌گرفت. تا جایی که چین به دولت خراج‌گزار ترک‌ها تبدیل شد و هر سال غرامت هنگفتی به ترک‌ها پرداخت نموده بدین وسیله امنیت خود را تأمین می‌نمود.
اگرچه گوگ‌ترک‌ها به زبان ترکی صحبت می‌کردند، ولی از زبان سغدی (از زبان‌های ایرانی شاخه شمال‌شرقی) به عنوان زبان رسمی، زبان دیپلماسی (روابط بین‌المللی)، زبان ضرب سکه و زبان نوشتاری استفاده می‌کردند.
در نتیجهٔ درگیری‌های داخلی در ابتدای قرن هفتم میلادی، خاقانات ترک به دو قسمت شرقی و غربی تقسیم گردید. دودمان تانگ چین در یک سری لشکرکشی‌های نظامی، خاقانات ترک شرقی را در سال ۶۳۰ و خاقانات ترک غربی را در سال ۶۵۷ فتح کرد. دومین خاقانات ترک هم در سال ۶۸۲ میلادی تأسیس گردیده و به زودی نیرومند شد. در اواخر قرن هفتم و اواسط قرن هشتم میلادی اعراب نواحی اساسی آسیای میانه را اشغال کردند و به حکم‌رانی سیاسی ترک‌ها در این سرزمین خاتمه دادند.

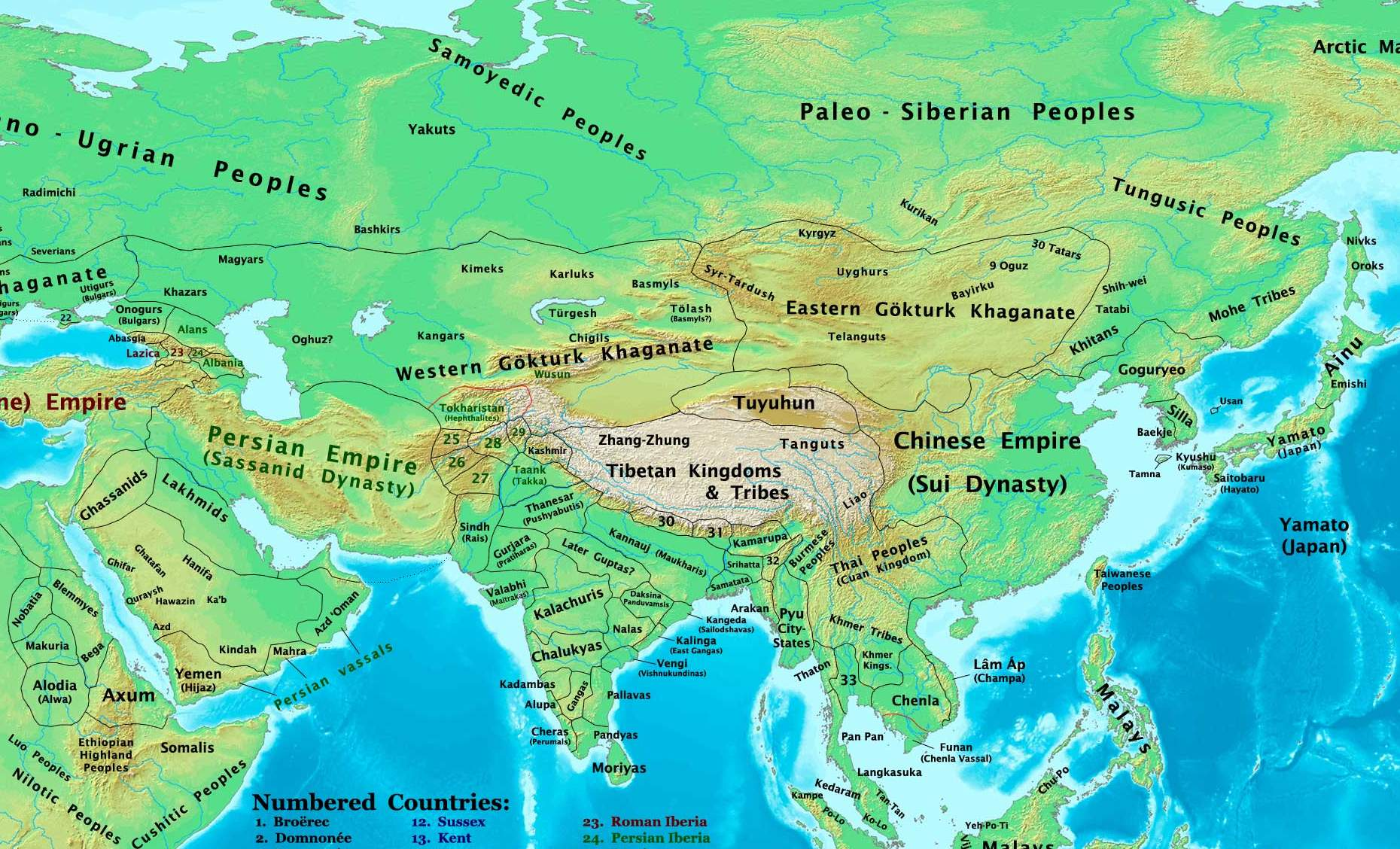
خاقانات‌های ترک شرقی و غربی در یک نگاه، سال ۶۰۰ میلادی